# Згурівка
Згу́рівка — селище в Броварському районі Київської області. Згурівка розташована на лівому березі річки Супій (ліва притока Дніпра) за 32 км на північ від залізничної станції Яготин. Адміністративний центр Згурівської селищної громади.

## Клімат
- Пересічна температура січня: −6,4°.
- Пересічна температура липня: +20,0°
- Річна кількість опадів: 570 мм.

## Населення
Кількість мешканців Згурівки:
- 1966 — 7,800;
- 1978 — 6,800;
- 1990 — 7,000;
- 2001 — 7,100;
- 2009 — 6,629;
- 2012 — 5,365[а][2];
- 2013 — 5,352 (станом на 01.07);
- 2014 — 5,278[а][3];
- 2015 — 5,259[а][3];
- 2016 — 5,217[а][3];
- 2019 — 5,036[4]
- 2020 — 4,975[5]
- 2023 — 4,868[6]

а Станом на 1 січня

### Мова
Розподіл населення за рідною мовою за даними перепису 2001 року:
| Мова       | Відсоток |
| ---------- | -------- |
| українська | 96,79%   |
| російська  | 2,62%    |
| білоруська | 0,38%    |
| інші       | 0,21%    |

## Назва
У 1585-1590 роках Переяславський староста Костянтин Василь Острозький над Супоєм будує комплекс приміщень для виробництва з деревини кальцинованого поташу та зводить бараки для проживання спеціалістів та переселенців з Поділля, осаждає козацтво. Нове поселення отримує назву Згурівка від окам'янілої землі — згуру, будівельного матеріалу, утвореного в печах з виготовлення поташу.   За іншою версією назва села Згурівка може походити від місцевого винограду — гурівки, що малоймовірно, але усі версії походження назви села слід розглянути. Сама назва винограду гурівка по своєму змісту характеризує селище, як велике та сонячне. З давнини виноград вирощували місцеві жителі і мали свої гуральні.
Серед згурівчан побутує ще одна версія назви Згурівки, за якою спочатку був хутір, на якому поселився Згура із залежними від нього селянами на захопленій громадській землі. Начебто, на честь цього першого поселенця населений пункт і отримав свою сучасну назву.

## Історія

### Від заснування до XX століття
В 1503 році указом Великого князя литовсько-руського Олександра Ягеллона усі землі верхньої течії Трубежу і Супою були пожалувані боярину Дашкові Іванчичу, який розпочав осаджувати козацтво. Його син Остап Дашкевич, відомий отаман козацьких походів, у 1514 році заснував поряд з Биковим невеликі козацькі поселення Петрівку, Козацьке, Згурівку та ін. З 1585 року землі підпорядковувались Переяславському старості князю Острозькому, який в 1590 році заснував виробничий осілок Згурівку і осадив козацтво. До цього часу лишилась назва одного з кутків Згурівки де знаходилось поташне виробниче поселення – Байраки і присілок, куди Острожський осадив козацтво – Козаківка.. а зі створенням Биківської сотні з 1612 року Згурівка входила в склад її сотні. Матвій Романович у 1649 р. був сотником згурівським. У 1686 р. зафіксований склад курінних отаманів, що дає змогу встановити населені пункти: курінним отаманом згурівським був Данило Єщенко..
Позначене на спеціальній карті Г. де Боплана в 1631 році. Відповідно до «Генерального слідства про маєтності Переяславського полку» проведеного в 1729—1730 р.р. Быковъ із присілками Козацьке, Петрівка, Згурівка, до 1690 року були у володінні переяславського полковника Леонтія Полуботка. В середині XVIII століття вже було досить великим поселенням і згадується в писемних джерелах з 1690, коли російський цар Петро І пожалував Згурівку в числі інших земель басанському сотникові Переяславського полку Карпу Тимофієвичу Яцьковичу.
Хутір отримав в оренду покозачений грек Тимофій Стиглієв в 1708 році знаний, як Тимофій Згура. Більше всього він своє прізвище взяв від назви хутора. Він був дипломатом з особливих доручень у гетьмана України Івана Мазепи, помер в тому ж 1708 році в Ромнах. Після поразки у битві під Полтавою, прибічники Мазепи були піддані страшному терору, позбавлені всіх привілеїв та майна, а хутір (Згурівка) з тамошніми людьми став власністю Переясловського полковника Стефана Томари, після смерті якого був придбаний Федором Марковичем.
Від 1762 року Згурівка належала гетьманові Лівобережної України Кирилу Розумовському, потім його сину Петру Кириловичу, а в 1823 по його заповіту Згурівка стала належати його онуці княгині Софії Миколаївні Вяземській..
У 1824 році село, як посаг за дружиною, перейшло у володіння графа Аркадія Кочубея, який збудував тут центральну садибу своїх навколишніх маєтків. Відтоді на тривалий час Згурівка належала відомій родині Вяземських-Кочубеїв. У селі стояла велика садиба-палац, що згодом матиме понад 40 кімнат і буде спалена у 1920 році. У 1837 році київський віце-губернатор, дійсний статський радник А. В. Кочубей заснував навколо свого палацу парк (відомий зараз як Згурівський дендропарк), одну з головних ролей у створенні якого відіграв садівник-швейцарець.
Наприкінці 1880-х років тут створено метеорологічну станцію та навчально-дослідну ферму з 3-річним курсом навчання.
Згадка про Згурівку є в листі Тараса Шевченка до троюрідного брата Варфоломія Шевченка (20 серпня 1859 року). Згурівка згадується, зокрема, у зв'язку з бажанням Тараса Григоровича допомогти Варфоломієві Григоровичу влаштуватися на роботу.
Адміністративно Згурівка у XIX столітті належала до Прилуцького повіту.

### Згурівка у XX столітті і в наш час
На початку XX століття Згурівка була значним центром переробки сільськогосподарської продукції — тут працювали ґуральня, 10 олійниць, 80 вітряків, цукрозавод (відкритий у 1913 році), 3 кінних заводи. Тричі на рік у містечку збиралися торговельні ярмарки.
Вже за СРСР, у 1923 році волосна система управління ліквідовувалась, і Згурівка увійшла до складу Турівського району Прилуцької округи, у якому перебувала до 1930 року.
2 вересня 1930 року Всеукраїнський Центральний Виконавчий Комітет і Рада Народних Комісарів УСРР прийняли постанову «Про ліквідацію округів і перехід на двоступеневу систему управління», згідно з якою Згурівка стала адміністративним центром Згурівського району, і лишалась ним менше року (до 1931 року).
Від 9 лютого 1932 року (згідно з постановою ВУЦВК «Про утворення областей на території УСРР»), Згурівка тимчасово опинилась у складі Харківської області.
Знову районним центром Згурівка стала в 1935 році (до 1962 року), від 1937 року — у складі Полтавської області.

Пам'ятник на честь 95 воїнів, робітників Червоноармійського цукрокомбінату

В роки Німецько-радянської війни (1941—45) Згурівка була окупована гітлерівцями від 15 вересня 1941 року по 21 вересня 1943 року. Під час окупації у вересні 1941 року згурівчанин Товстенко Віталій Пилипович очолив підпілля. За наказом підпільної організації заступив на посаду бургомістра в місцевій господарчо-постачальній окупаційній структурі. Підтримував зв‘язки з Новобасанським (І.Л.Дяченко «Лукич») та Київським (Кулик Г.І.) підпіллями, виконував їх доручення з постачання провізією місцевих і Новобасанських партизан. Створив госпіталь у Згурівці – головний лікар Бурлаков, пекарню в с.Красному – завідувач Лопата І.Є. та
схрони для звільнених радянських військовополонених в селах Згурівка, Аркадіївка, Середівка, Стара Оржиця і Турівка. Арештований нацистами і закатований в ніч з 21 на 22 серпня 1942 року. Після звільнення Згурівки від окупантів районна газета повідомила: “…Ніколи не забуде народ нашого району дату 22 серпня 1942 р., коли німецькі кати розстріляли 23 чоловіки наших людей, які не хотіли гнути спину під нагайкою ворога. В числі розстріляних т.т. Товстенко В. П., Соболь М. П., Міхно Я. С., Желага І. А. і др.“ (―Прапор Леніна―, 22 червня 1944 р.) За кошти родини в Згурівці встановлений памятник борцю з нацизмом.
6 січня 1954 року до складу Київської області було віднесено два райони Полтавської області: Згурівський та Яготинський. Статус селища міського типу Згурівці надано 1956 року.
1962 року Згурівський район знову ліквідовано і селище стало частиною укрупненого Яготинського району. У складі Яготинського району Київської області Згурівка перебувала до 1986 року. Указом Президії Верховної Ради Української РСР від 25 вересня 1986 року «Про утворення Згурівського району у Київській області» був утворений Згурівський район у нинішньому складі.
Згурівка — типовий невеликий український аграрно орієнтований центр Згурівської селищної громади з 2020 року.
25 червня 2017 року митрополит Переяслав-Хмельницький і Білоцерківський Епіфаній в Згурівці звершив чин освячення храму на честь Преображення Господнього.
26 серпня 2022 року в процесі дерусифікації було перейменовано 13 вулиць, а саме вул. Горького на вул. Затишна, вул. Московська на вул. Героїв України, вул. Островського на вул. Цукрова, вул. Першотравнева на вул. Травнева, вул. Гагаріна на вул. Європейська, вул. Маяковського на вул. Соборна, вул. Мічуріна на вул. Левка Симиренка, вул. Кошового Олега на вул. Кошового, вул. Пушкіна на вул. Ковалівська, вул. Толстого на вул. Дружня, вул. Чкалова на вул. Квітуча, пров. Чкалова на  пров. Квітучий, пров. Лермонтова на пров. Василя Стуса.

## Голодомор 1932-33 років
1929 року на базі Згурівського ТСОЗу створюється сільськогосподарська артіль. Примусовим заганянням до неї одноосібних селян до весни 1930 року вона розрослась до 5 колгоспів: ім. Леніна, ім. Шевченка, ім. Кірова, «Більшовик» та ім. Орджонікідзе, що об'єднували майже 90 % всіх одноосібників.
Куркулі й ті, кого до них вписували, були розкуркулені, у них відібрано не лише реманент і зерно, але часто й хати. Згодом влада руками сільських активістів відібрала всі продуктові запаси не лише в них, а й в усіх селян.
В Згурівку прийшов голод. Архівних документів за той період не збереглося, але, за свідченнями очевидців, масштаби лиха були страхітливими. Старожили селища, які в ті роки були дітьми, пригадали 61 прізвище померлих від голоду. Навіть по цьому можна судити про кількість закатованих голодом, яка, звісно ж, була значно більшою, ніж пригадали 7-13-річні на той час очевидці трагедії.
Мартиролог жителів Згурівки-жертв Голодомору 1932—1933 років укладений за свідченнями Чубук (Самойленко) Г. В., 1926 р.н.; Краснощок (Твердохліб) В. М., 1922 р.н.; Подолянко К. О., 1922 р.н. та ін., записаними в 2004 р. Толстою Н. Г., секретарем районної державної адміністрації та занесений до Національної книги пам'яті жертв Голодомору 1932—1933.

## Економіка
Головні підприємства Згурівки:
харчова промисловість:
- Філія ПАТ «Яготинський маслозавод» «Яготинське для дітей»;
- ТОВ «Наш край»;
- Згурівська пекарня.

обробка металів і будівельна промисловість:
- ТОВ «Прушиньскі»;
- ТОВ «Київ-Будівельник»;
- ВАТ «Згурівський агробуд»;
- МП «Будівельник»;
- Філія «Згурівське районне дорожнє управління».

## Освіта

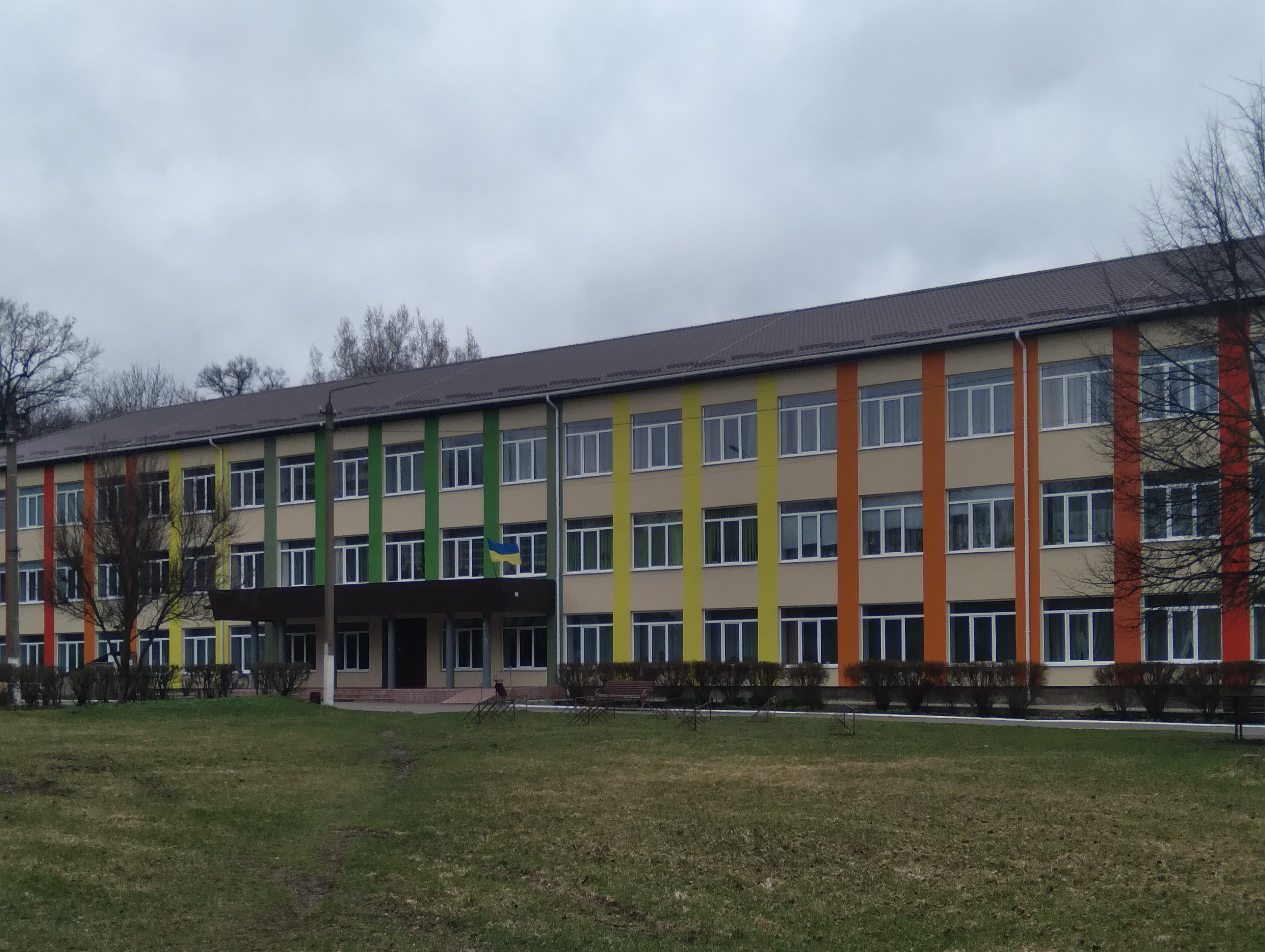
ОЗНЗ Згурівська ЗОШ, весна 2023

У Згурівці функціонують  ОЗНЗ Згурівська ЗОШ та Згурівський ліцей ( раніше Згурівський НВК «Гімназія — школа І ступеня») . 
З 1963 по 2013  діяла Згурівська школа-інтернат для сиріт. Дошкільні заклади селища — «Журавка» і «Веселка».
Установи позашкільної освіти та розвитку творчих і спортивних здібностей у Згурівці:
- Будинок дитячої та юнацької творчості;
- Згурівська дитяча музична школа;
- Згурівська дитячо-юнацька спортивна школа (вул. Героїв Майдану, 2).

Середню спеціальну освіту можна здобути в Згурівському професійному ліцеї.

## Культура, пам'ятки, ЗМІ

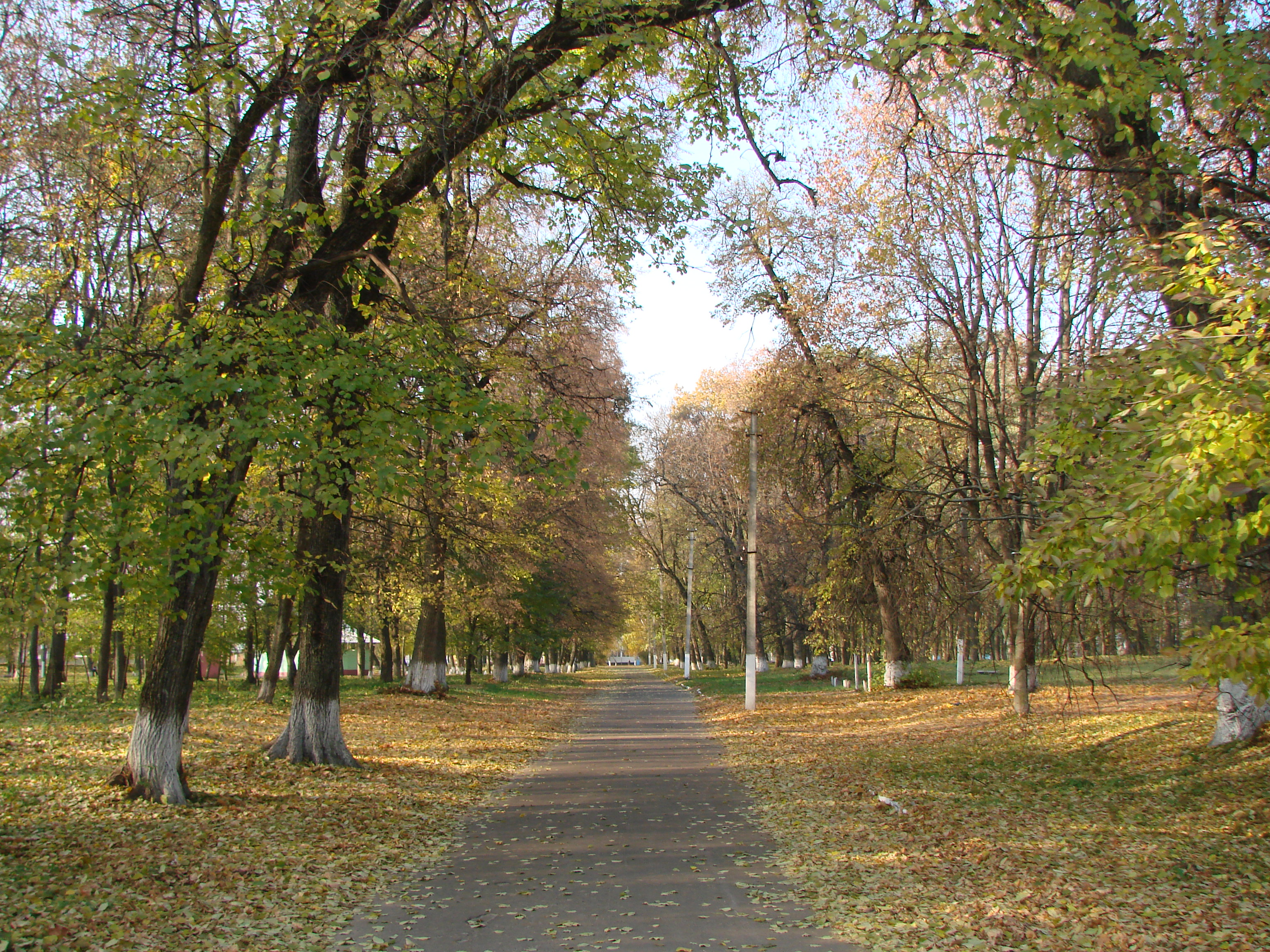
Парк-пам'ятка садово-паркового мистецтва (309 га)

У селищі працює музей Другої світової війни «Пам'ять».
Окрасою Згурівки і краю є аматорський народний хор «Джерело».
В Згурівці працює фізкультурно-оздоровчий клуб «Старт».
Головною туристичною принадою Згурівки є розташований у селищі Згурівський дендропарк (площею 325 га) — пам'ятка садово-паркового мистецтва місцевого значення (2-га половина XX століття), закладений в 1837 році; нині підпорядкований Березанському лісництву Переяслав-Хмельницького Держлісгоспу. Незважаючи на деяку занедбаність, у ньому є на що подивитись: старезні дерева, великі ставки, острівець з круглим будиночком.
У селищі видається місцева газета «Панорама», яка започаткована 25 лютого 1935 року.
Ціла плеяда письменників, художників і композиторів, які народилися, навчалися і працювали у Згурівці, своєю творчістю збагатили вітчизняну культуру. Серед них Валерій Баран, Володимир Вдовенко, Григорій Кривда, Олена Кошова, Микола Маркевич, Мусій Кононенко, Іван Кирій, Володимир Чорномор (Проценко), Олег Зозуля, Григорій Проценко та ін.
20 листопада 2020 року до Дня Гідності та Свободи у Згурівці відкрито пам'ятник земляку Миколі Міхновському.

## Персоналії
народилися у Згурівці:
- Гинзбург Роман Яковлевич (1910—1989), військовий журналіст, кінорежисер, редактор газети «Моряк Сєвєра», створив кінофільми «Мореходи Півночі», Морські ворота Півночі"[21]
- Грачова Алла Олексіївна — український художник, режисер-мультиплікатор, сценарист. Заслужений діяч мистецтв України (1996), член Національної Спілки кінематографів України[22]
- Гриппа Вадим Валерійович — український футболіст
- Жупанський Олексій Олегович — поет, перекладач, видавець, член Національної спілки письменників України[23]
- Кошова (Коростильова) Олена Миколаївна, мати Олега Кошового[24]
- Олененко Юрій Олександрович — Міністр культури УРСР, член Національної Спілки кінематографів України, заслужений діяч мистецтв України, державний діяч, Надзвичайний і Уповноважений Посол України в Естонії[25]
- Піддячий Микола Іванович (* 1960) — український педагог — доктор педагогічних наук, професор, головний науковий співробітник відділу STEM-освіти Інституту педагогіки Національної академії педагогічних наук (НАПН) України, професор Полонійної академії в Ченстохові (Польща), член-кореспондент Міжнародної Слов'янської Академії освіти імені Яна-Амоса Коменського.
- Проценко Григорій Павлович — художник-пейзажист. Дипломант обласної виставки робіт самодіяльних художників і майстрів декоративно-прикладного мистецтва Київщини.
- Тимченко Руслан Олегович — солдат Збройних сил України, учасник війни на сході України.
- Чалий Борис Миколайович — геологодослідник, кандидат геолого-мінерологічних наук[26]
- Зозуля Олег Михайлович — полковник, самодіяльний композитор і поет, автор збірки пісень присвячених героям АТО.
- Коваль Владислав Юрійович — автор пісень, саунд дизайнер, гітарист, вокаліст та фронтмен згурівського рок-гурту «Demerdzhi». [Архівовано 2 квітня 2019 у Wayback Machine.][27]
- Товстенко Віталій Пилипович — керівник районного підпілля під час німецької окупації, розстріляний нацистами.

особи, пов'язані з містечком:
- Баран Валерій Григорович, (1 липня 1954, — 31 грудня 2010) — поет, член Київської обласної організації НСПУ (з 2006). Жив і працював на Згурівщині.
- Василенко Олександр Миколайович (28 травня 1952, Київ) — соліст-вокаліст Національного ансамблю солістів «Київська камерата», народний артист України. Дитячі роки пройшли в Згурівці.
- Вдовенко Володимир Дмитрович, (1895−1981), професор, репресований у 1936 році, уродженець с. Середовка; повернувшись зі сталінських таборів, оселився у Згурівці. Викладав у школі історію та географію, зробив великий внесок у дослідження минувшини краю
- Євтушенко Віктор Арсенійович, поет-гуморист, прозаїк, громадський діяч, член Національної Спілки письменників України, Заслужений діяч естрадного мистецтва України, випускник Згурівської школи-інтернату для сиріт[28]
- Кошовий Олег Васильович, (8 червня 1926 — 9 лютого 1943) — один з керівників підпільної організації «Молода гвардія» у місті Краснодон Луганської області під час Другої світової війни, Герой Радянського Союзу.
- Покровський Володимир Олександрович — академік архітектури (1907), дійсний член академії малярств (1909), професор архітектури (1913) — автор церкви Згурівки[29]
- Володимир Проценко[30] (літературний псевдонім Володимир Чорномор) — український письменник (поет, публіцист, прозаїк, краєзнавець), член Національної Спілки письменників України, заслужений діяч мистецтв України, громадський і політичний діяч Севастополя, випускник 1969 року Згурівської школи-інтернату для сиріт, автор ряду поетичних і прозових творів про Згурівщину. Автор більше 20 поетичних і прозових книг, 30 пісень. Лауреат премії Кабінету Міністрів «Золоте перо України», міжнародної літературної премії ім. Івана Багряного, всекримської літературної премії ім. Степана Руданського та премії Військово-Морських Сил України ім. Ярослва Окуневського[31];
- Самойленко Григорій Васильович, заслужений діяч науки і техніки, доктор філологічних наук, професор, завідувач кафедри світової літератури та історії культури Ніжинського державного університету імені Миколи Гоголя, автор п'ятитомника «Нариси культури Ніжина», викладач Згурівської-школи-інтернату (1963—1970),Почесний громадянин міста Ніжина (1999), Лауреат літературної премії імені М. Коцюбинського (1999), Заслужений діяч науки і техніки України (2006), Лауреат премії імені Георгія Вороного (2011), лауреат Державної літературно-мистецької премії ім. М.Гоголя (2013), Премія імені Петра Тронька (2020)[32], Довічна державна стипендія як «видатному діячу освіти» (із 2020)[33], Кавалер Орден «За заслуги» ІІІ ступеня і ІІ ступеня (2012)[34]; (2016)[35];

## Галерея

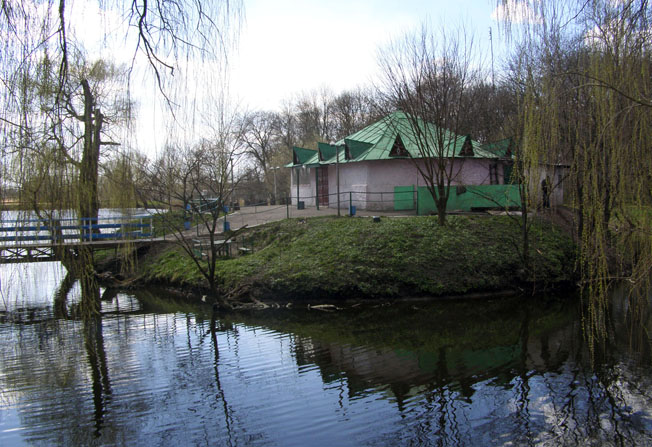
Острів на озері з альтанкою (XIX ст.) у парку
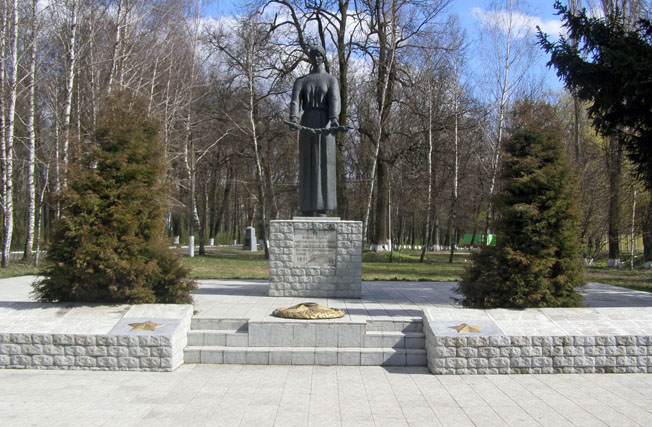
Меморіал Слави у парку
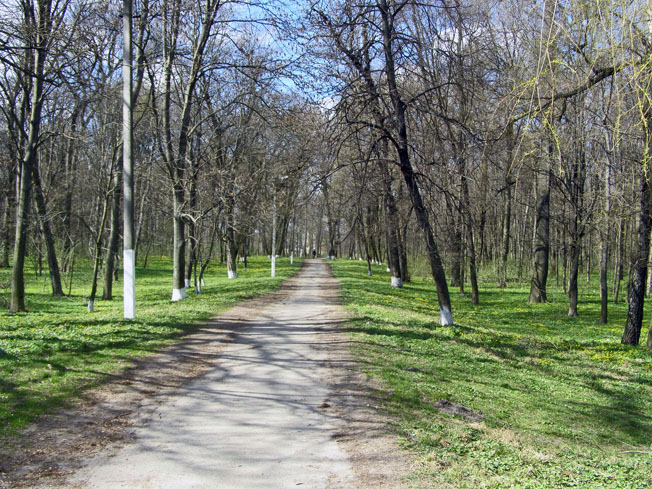
Алея Згурівського дендропарку
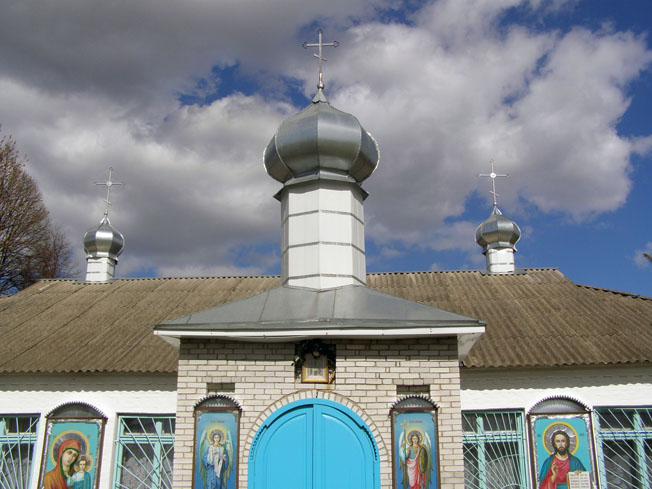
Церква в пристосованому приміщенні
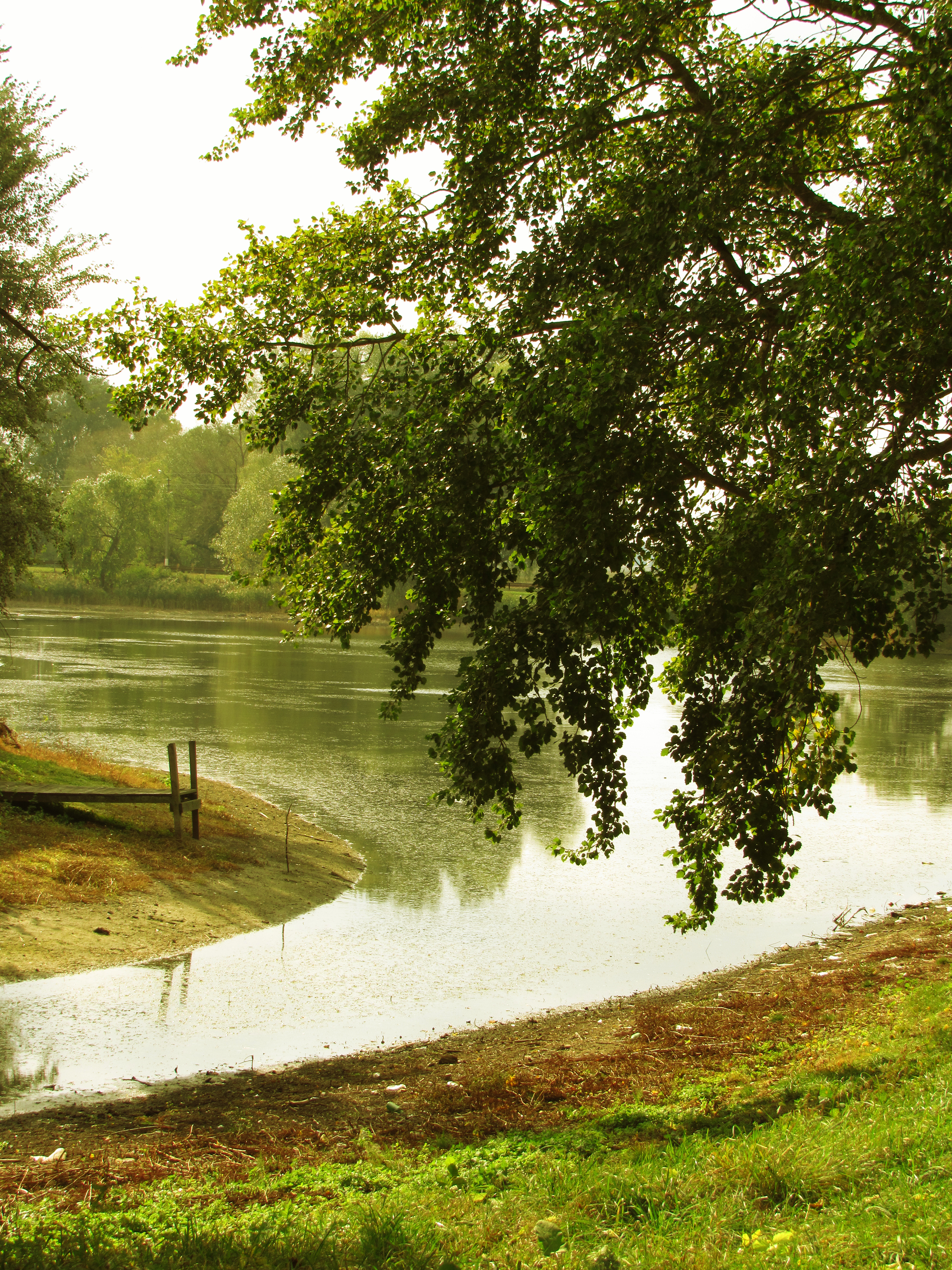
Згурівський парк. Над водоймою
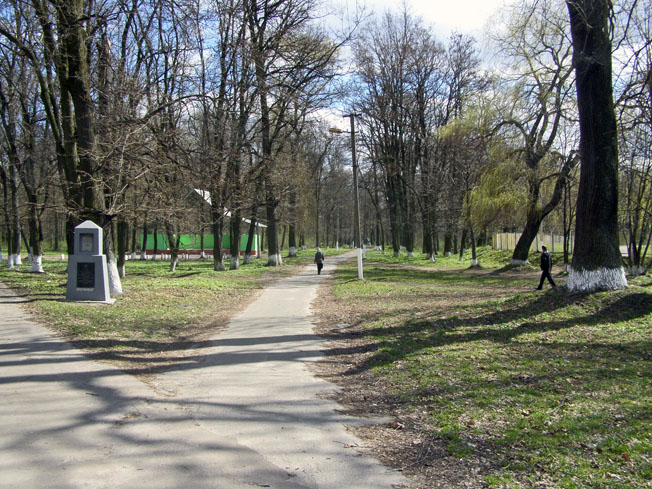
У Згурівському дендропарку, квітень 2007 року
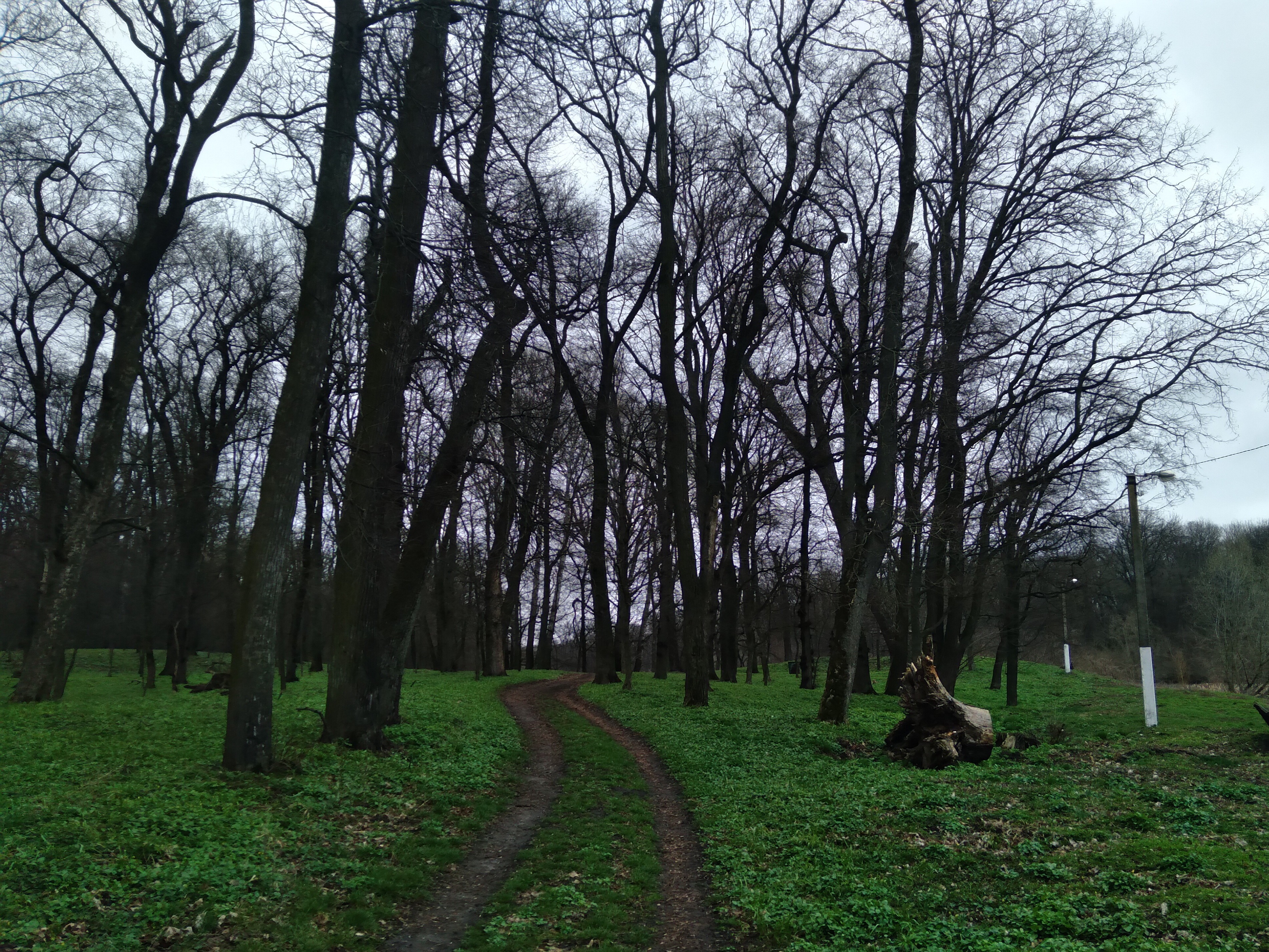
Доріжка, що веде від ставка до школи в Згурівському парку, квітень 2023
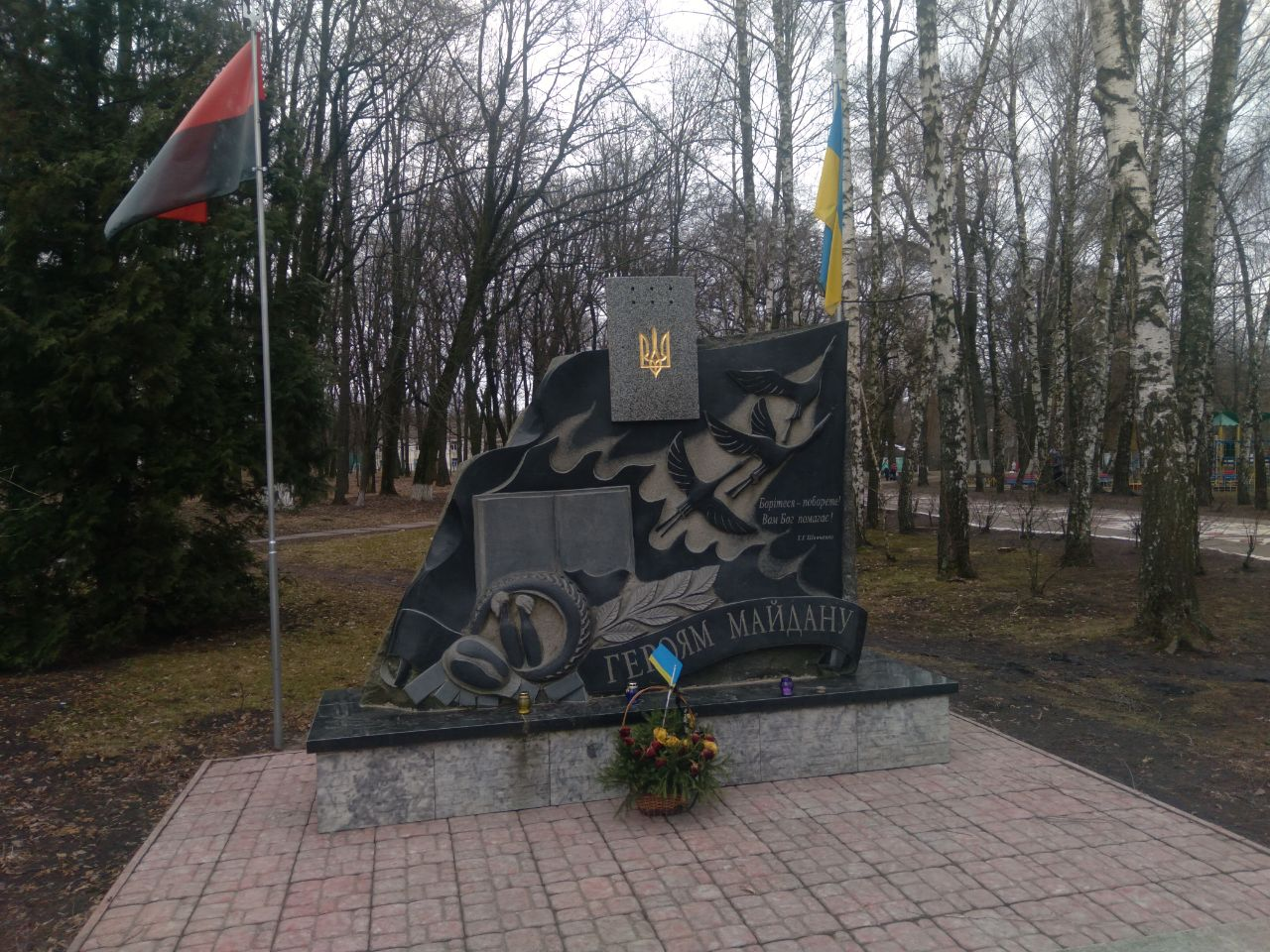
Пам'ятник Героям Майдану у селищі
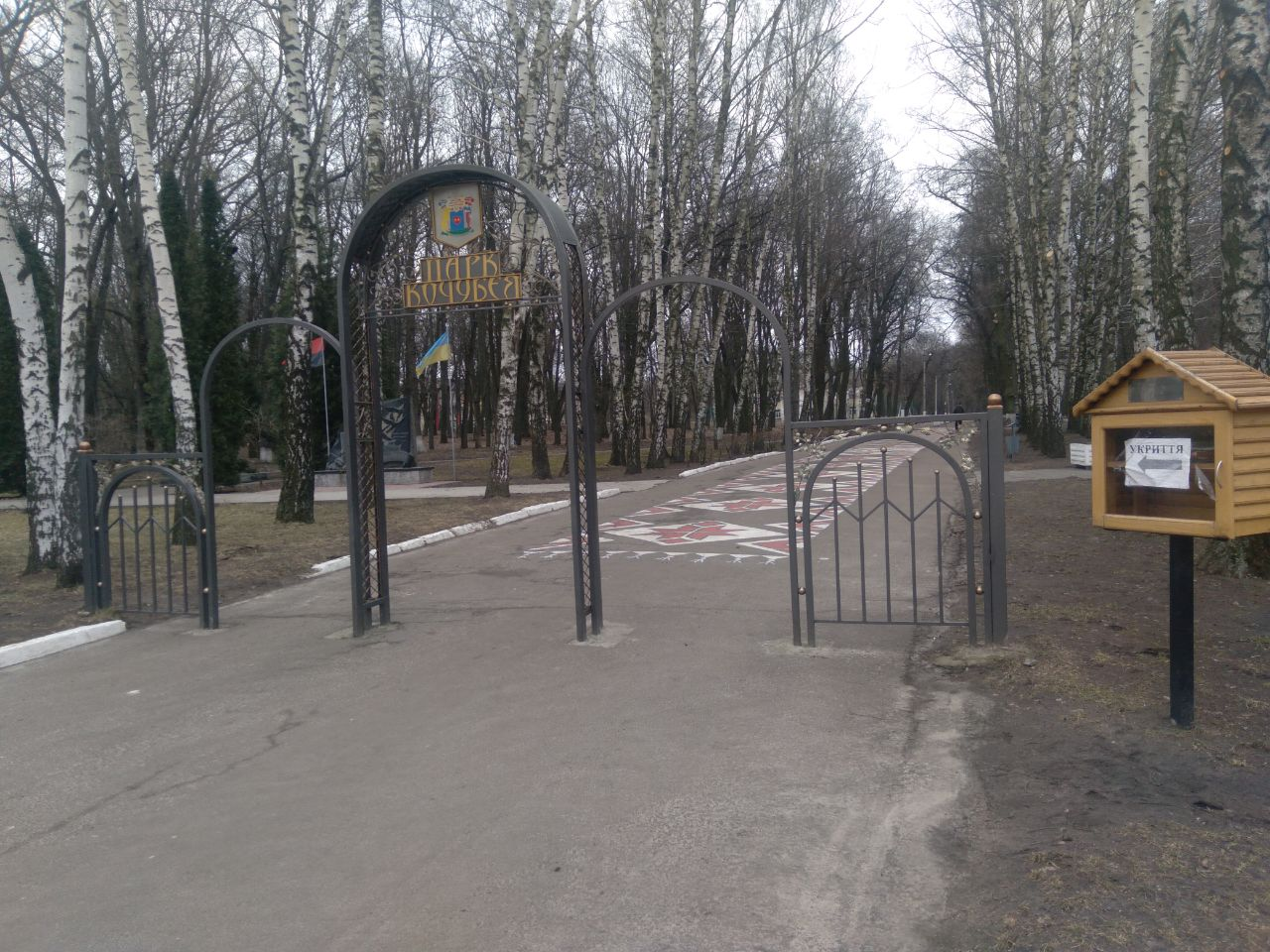
Арка при вході в Згурівський дендропарк
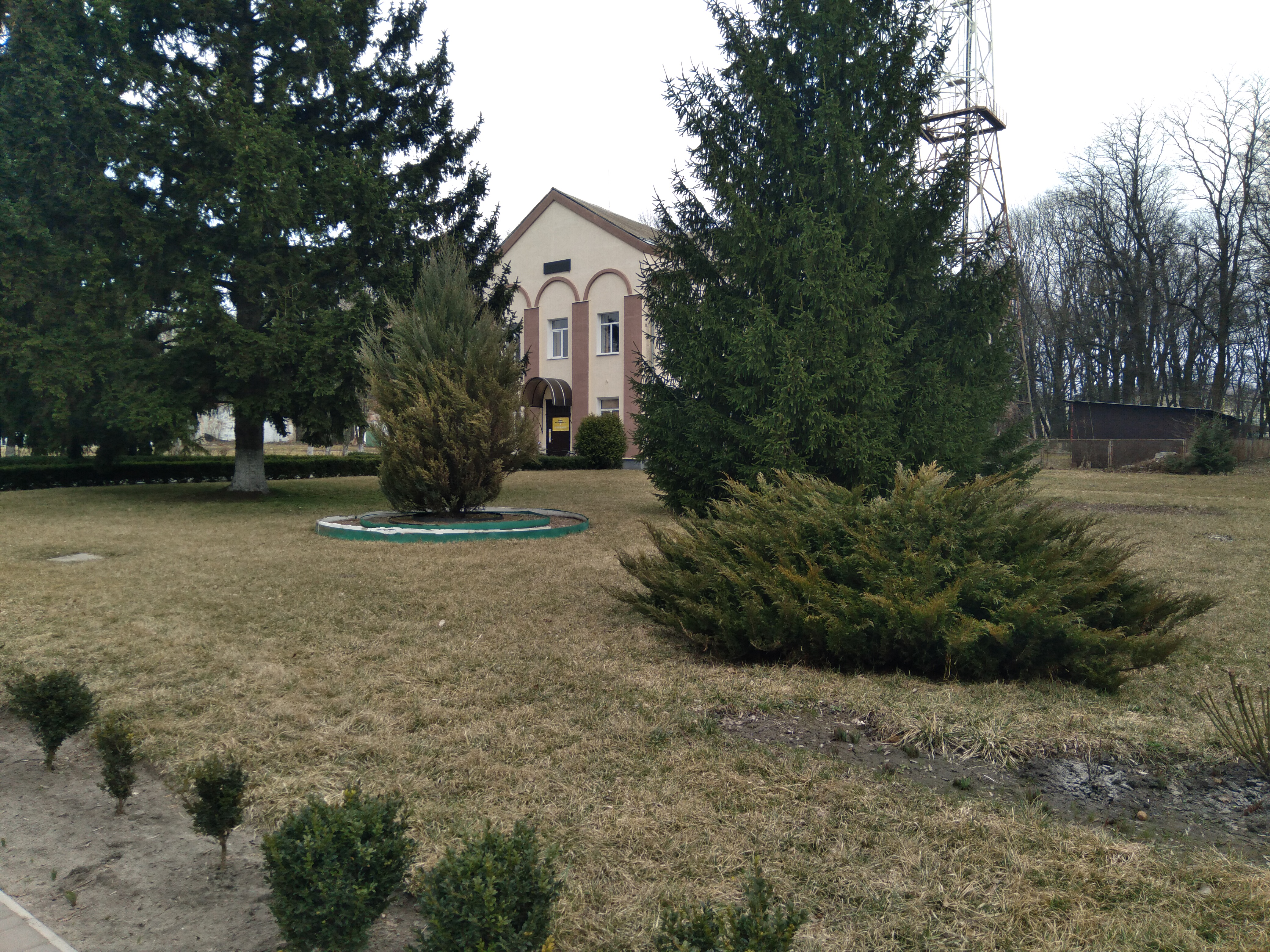
Біля будівлі Згурівської селищної ради
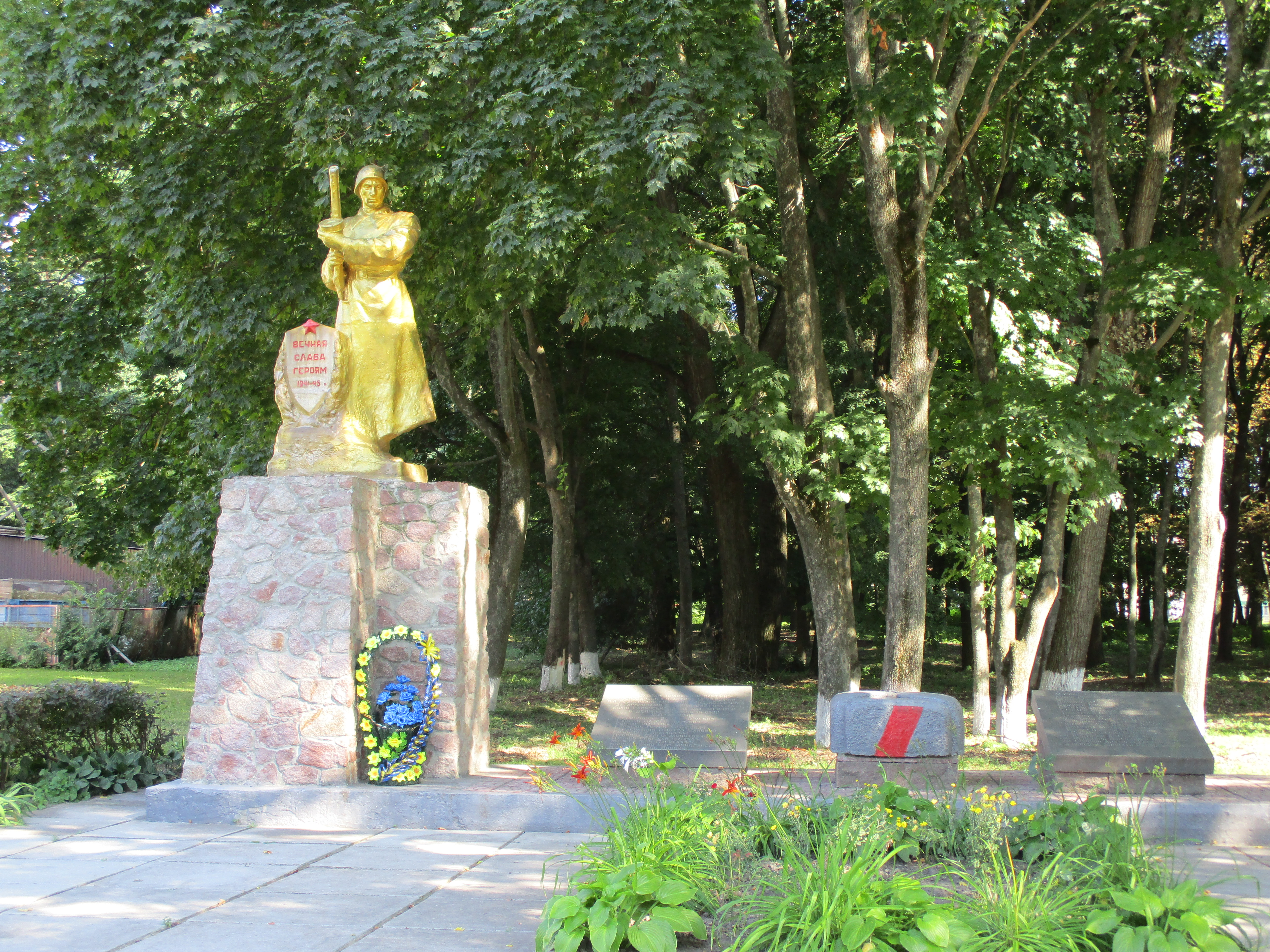
Братська могила воїнів Червоної Армії, які загинули в роки Другої Світової війни.
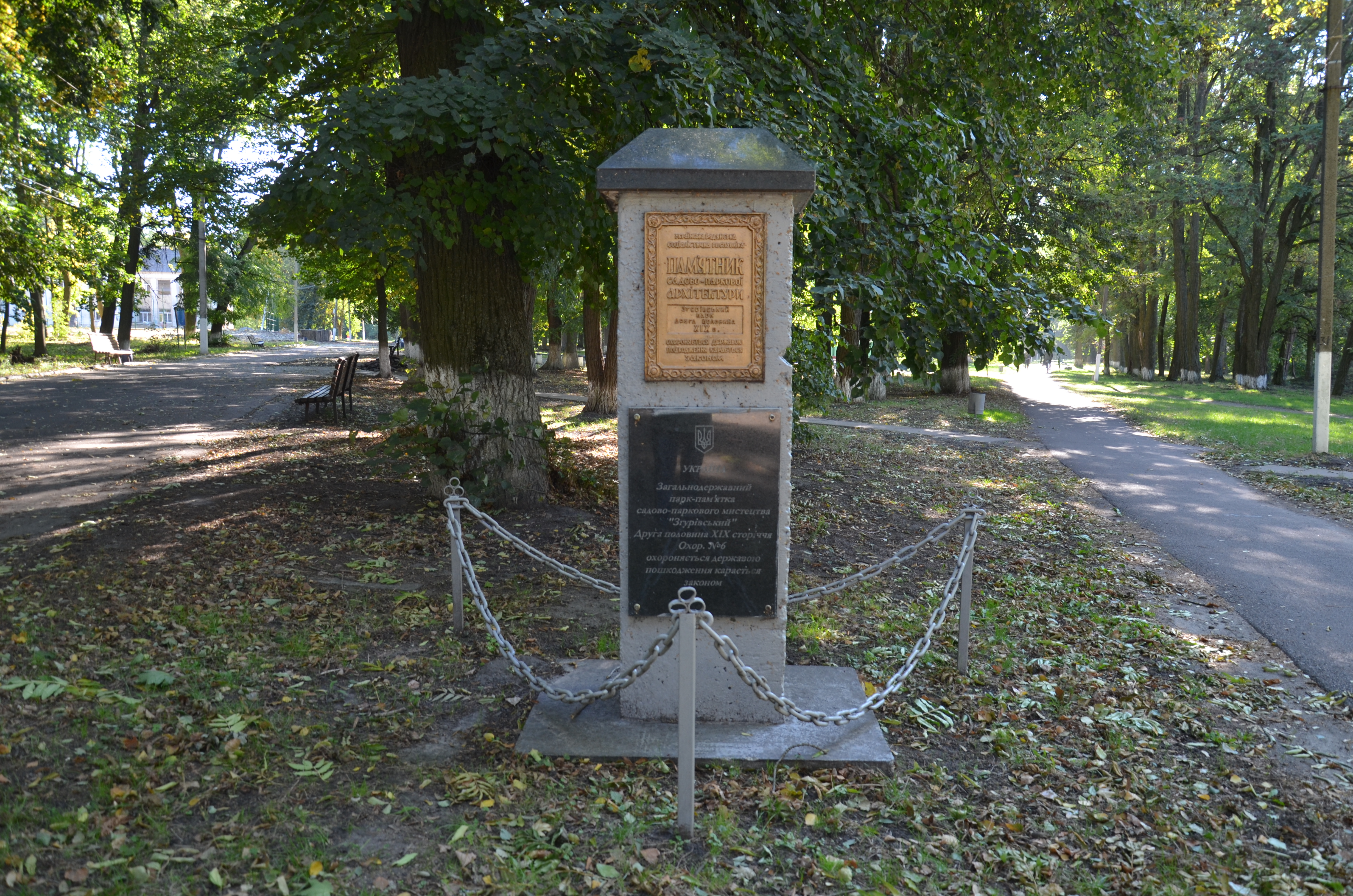
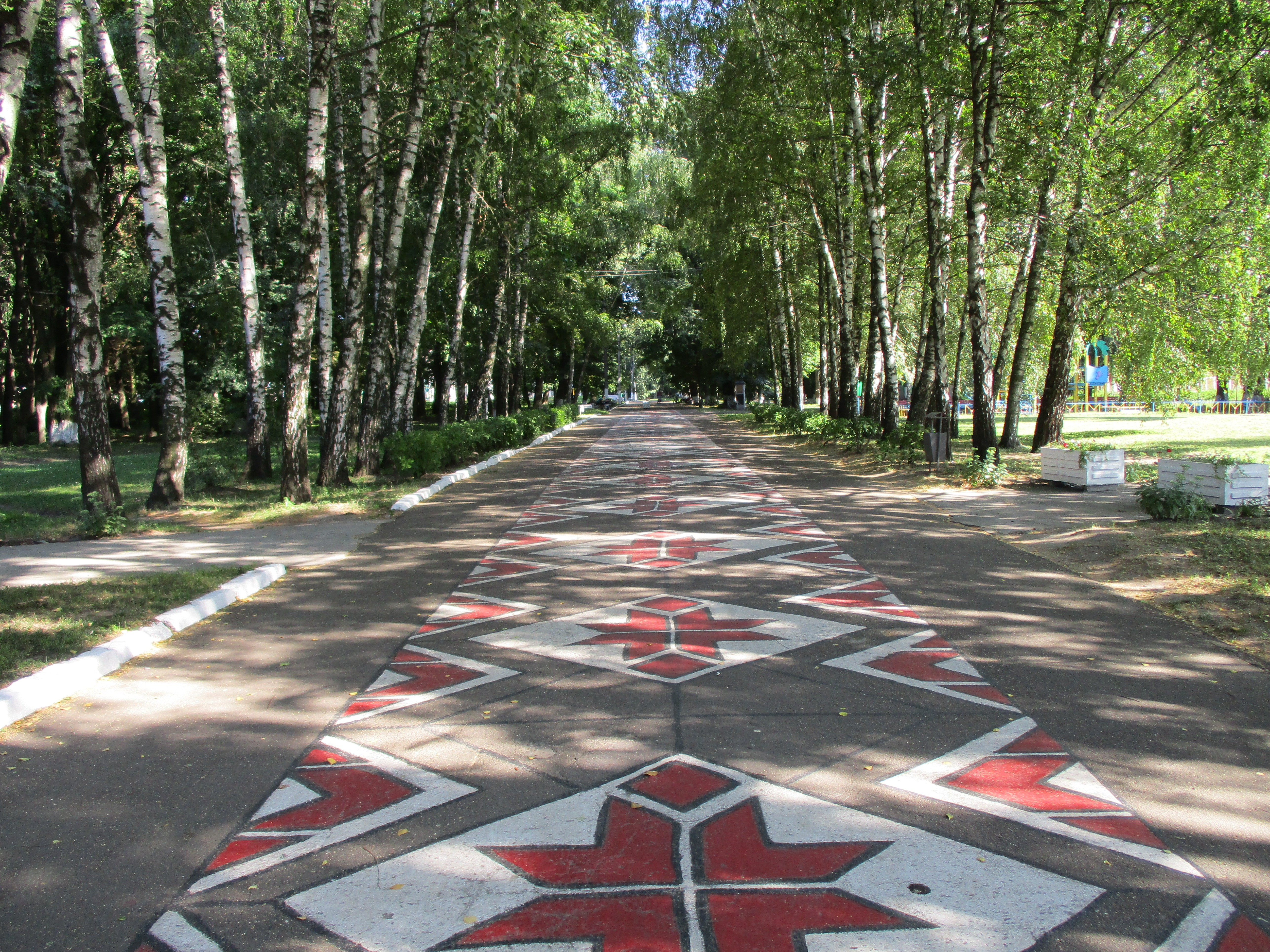
Березова алея
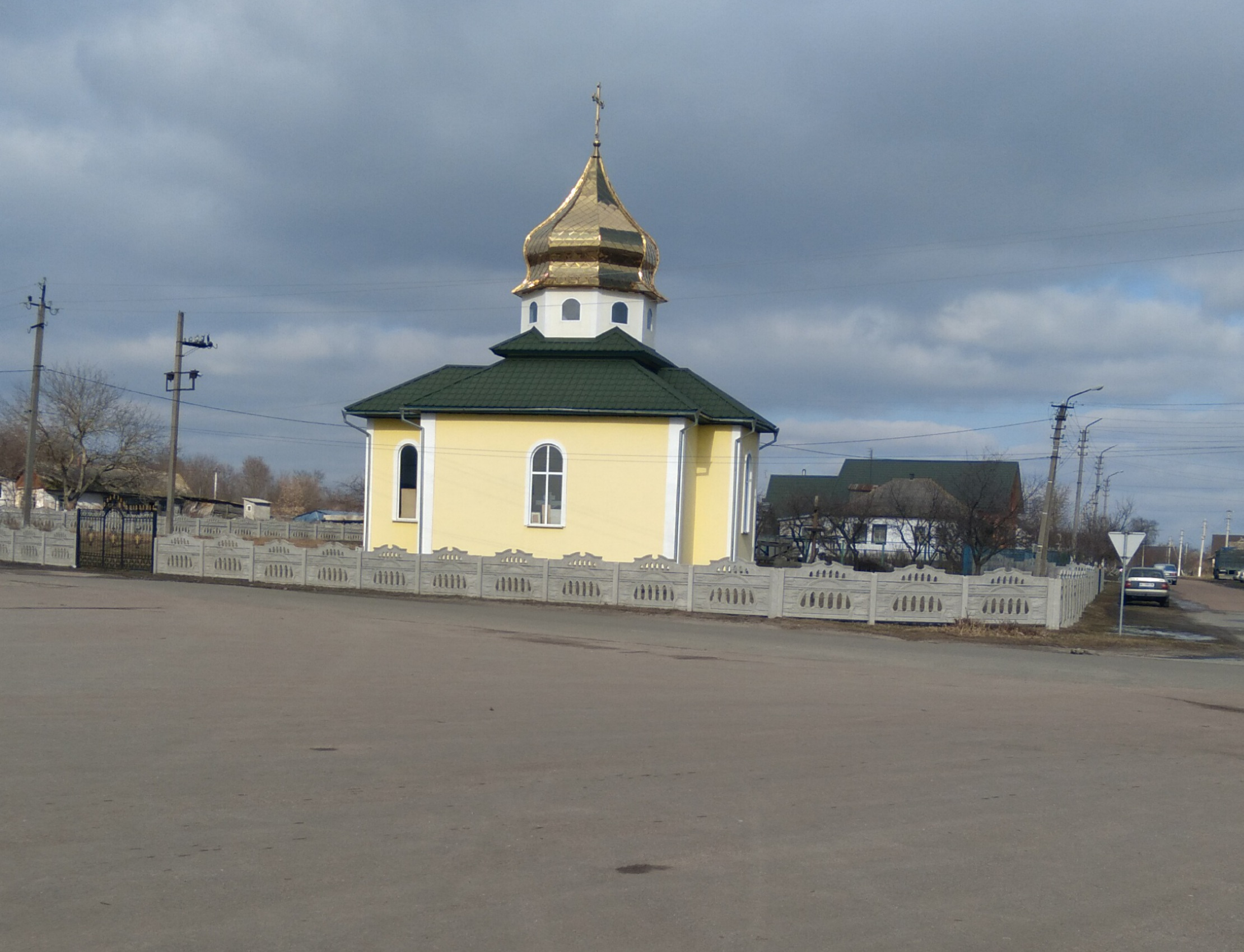
Православний храм в селищі, який збудований в 2016-17 рр.
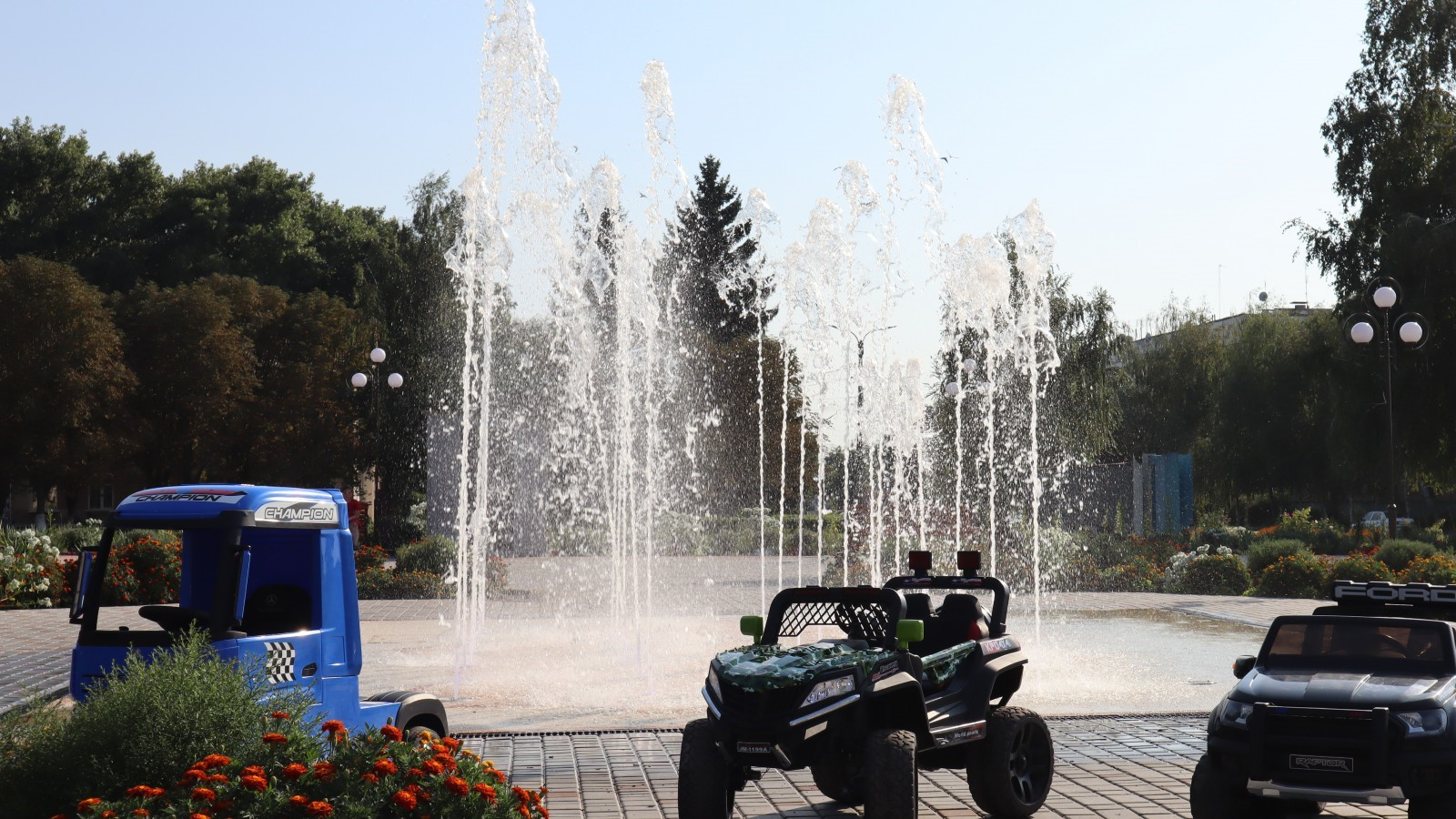
Фонтан у центрі Згурівки, червень 2021
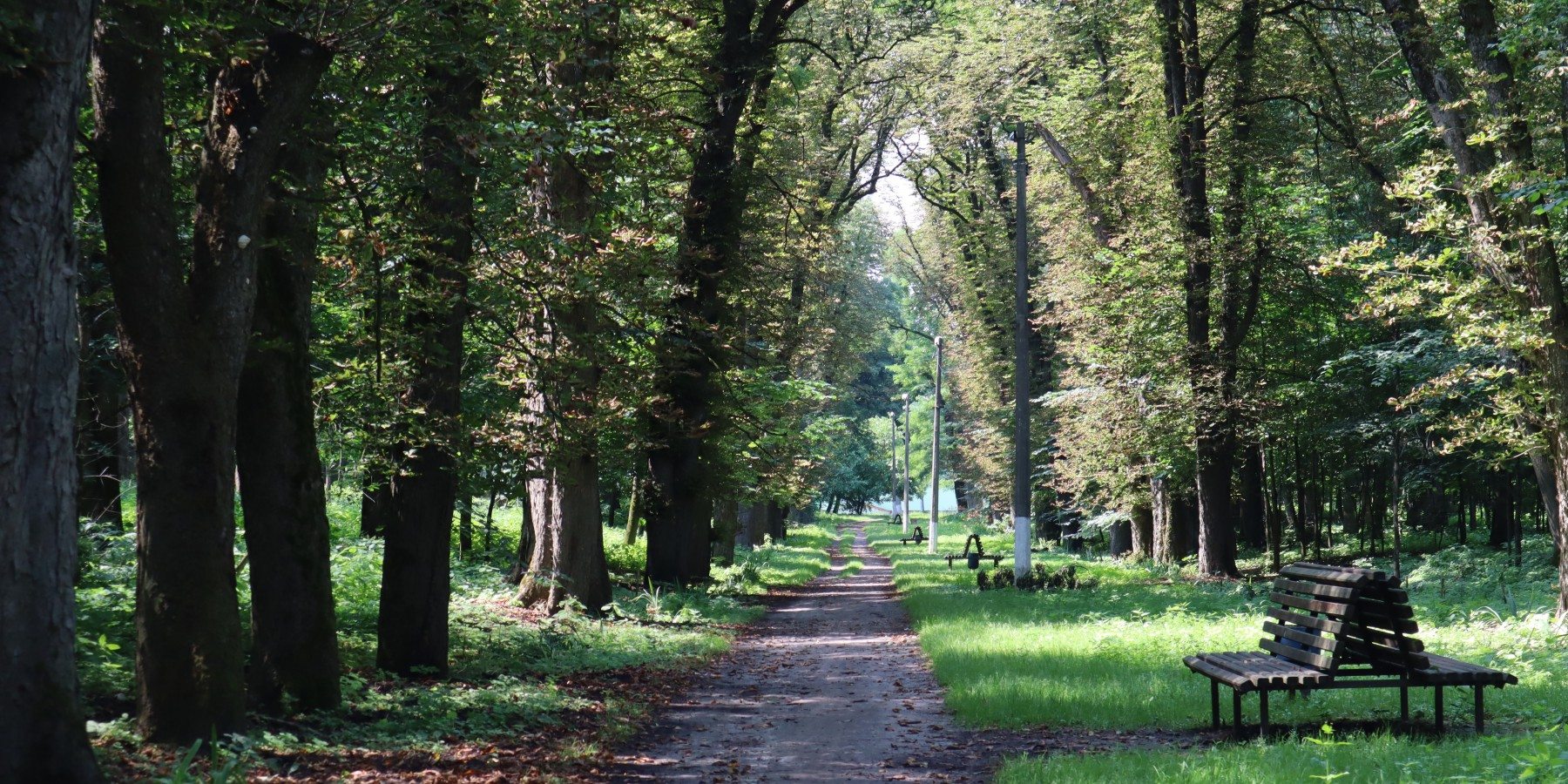
Каштанова алея у Згурівському дендропарку, літо 2021
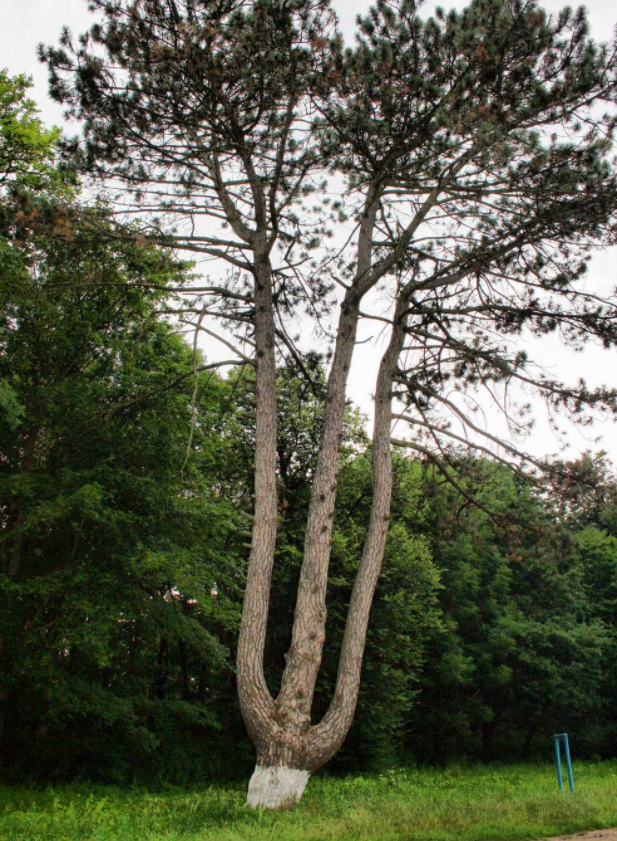
Сосна у вигляді Тризубу, 2008
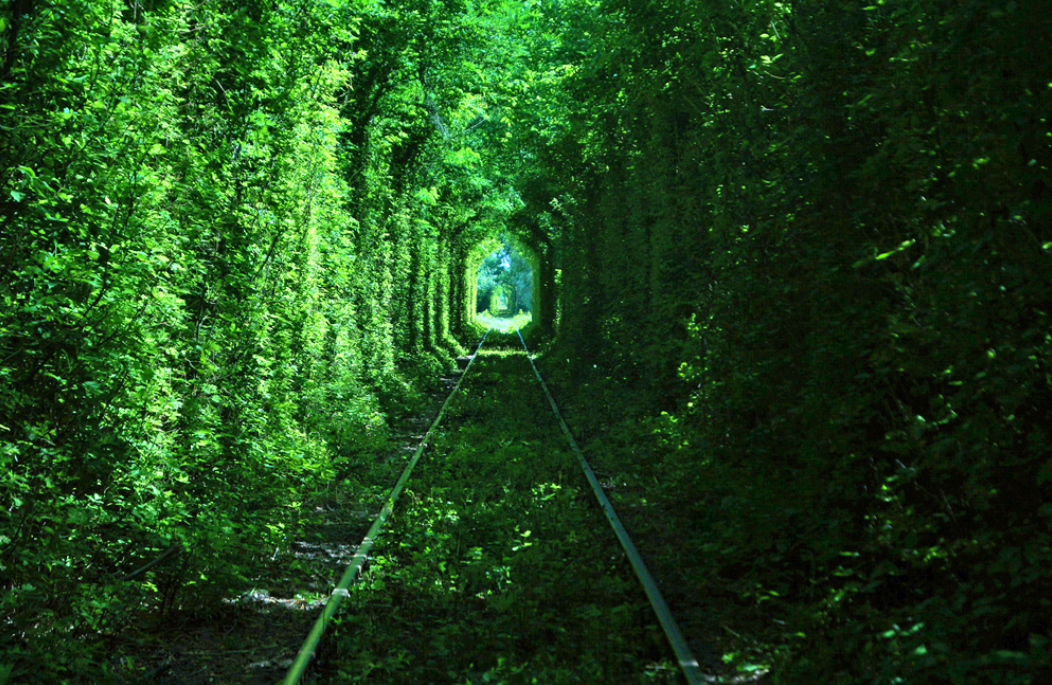
"Тунель бажань" або Зелений тунель
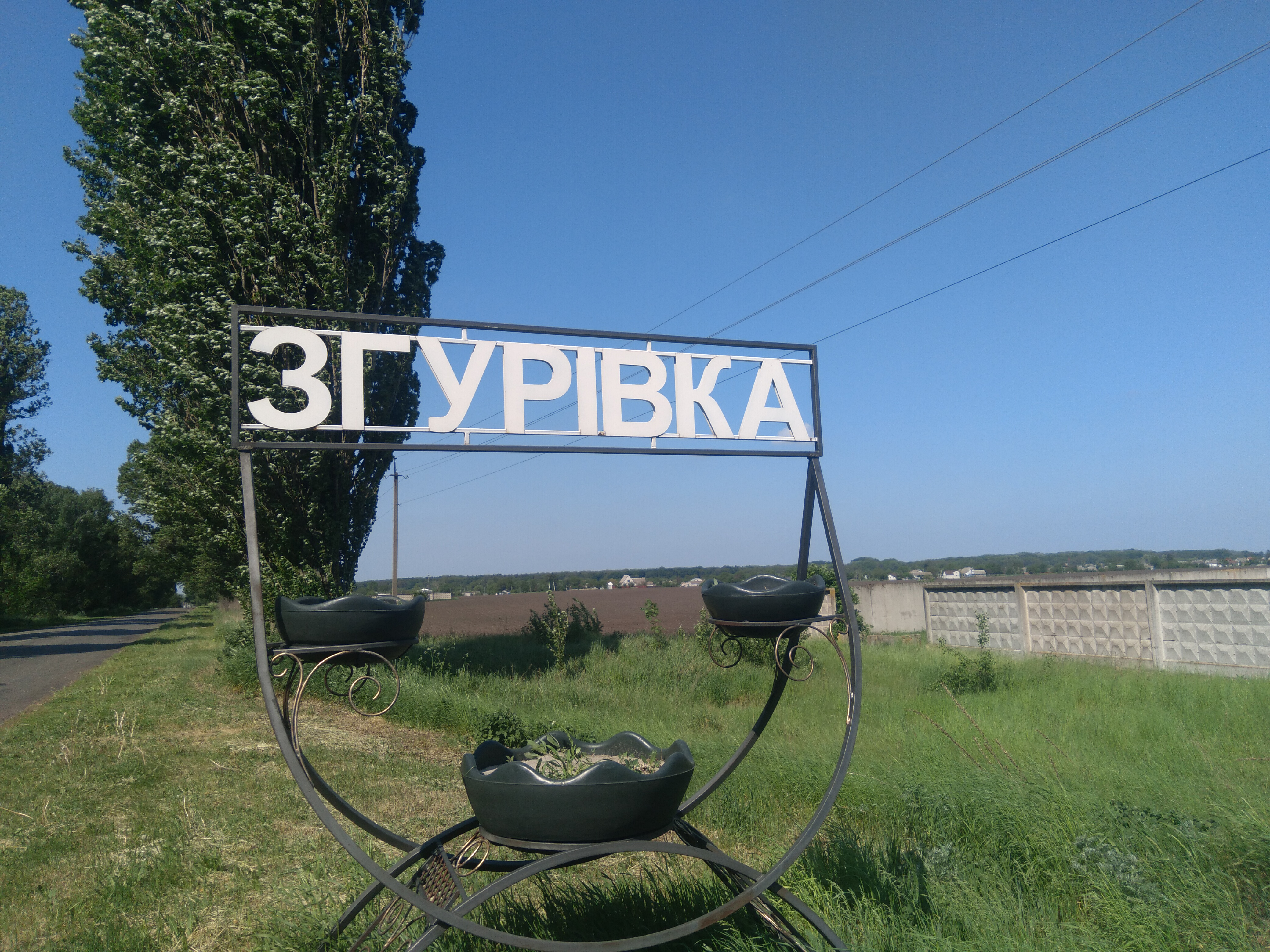
В'їзний знак до селища зі сторони села Щасливого, травень 2023
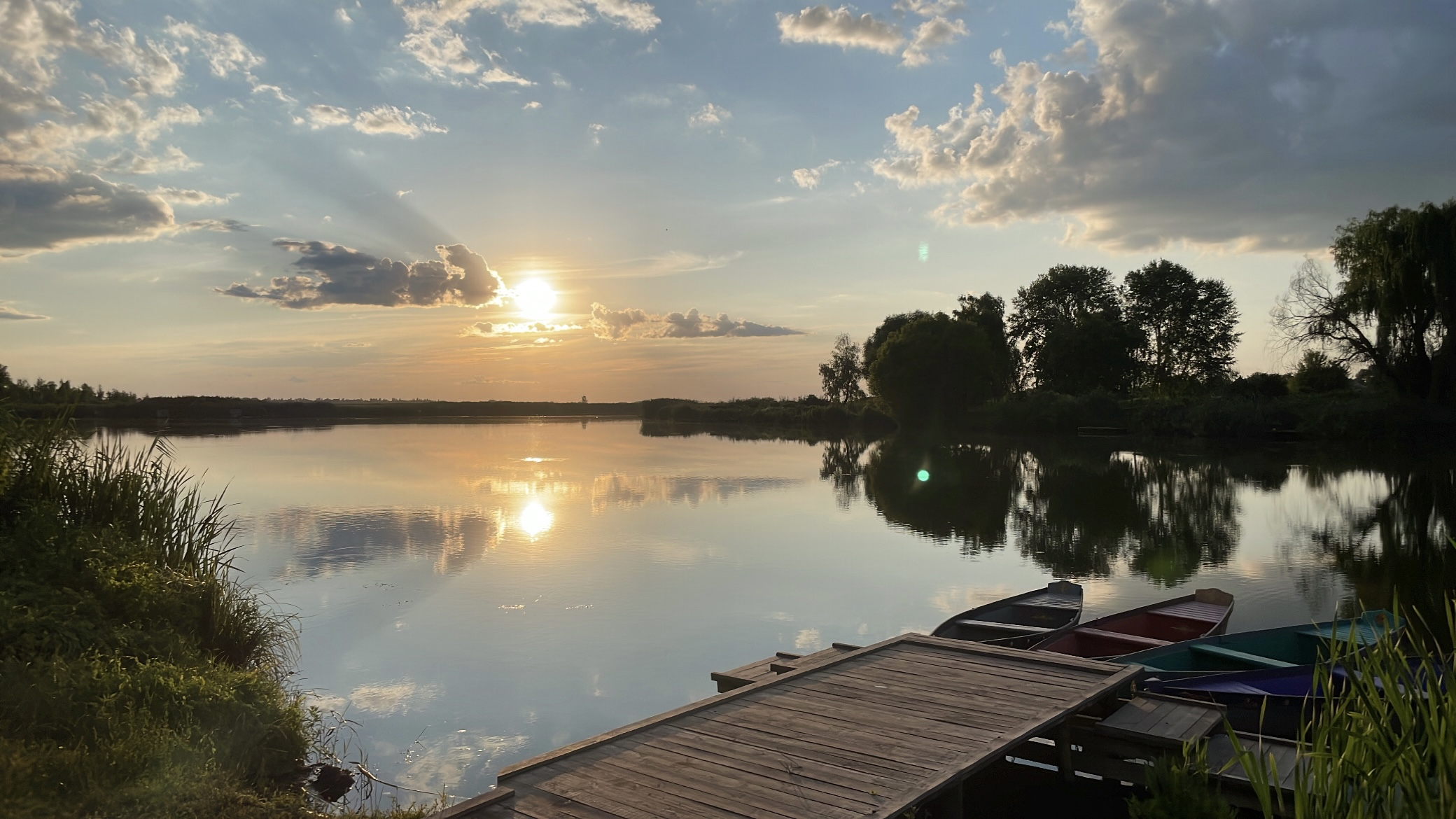
Ставок «Заводський»
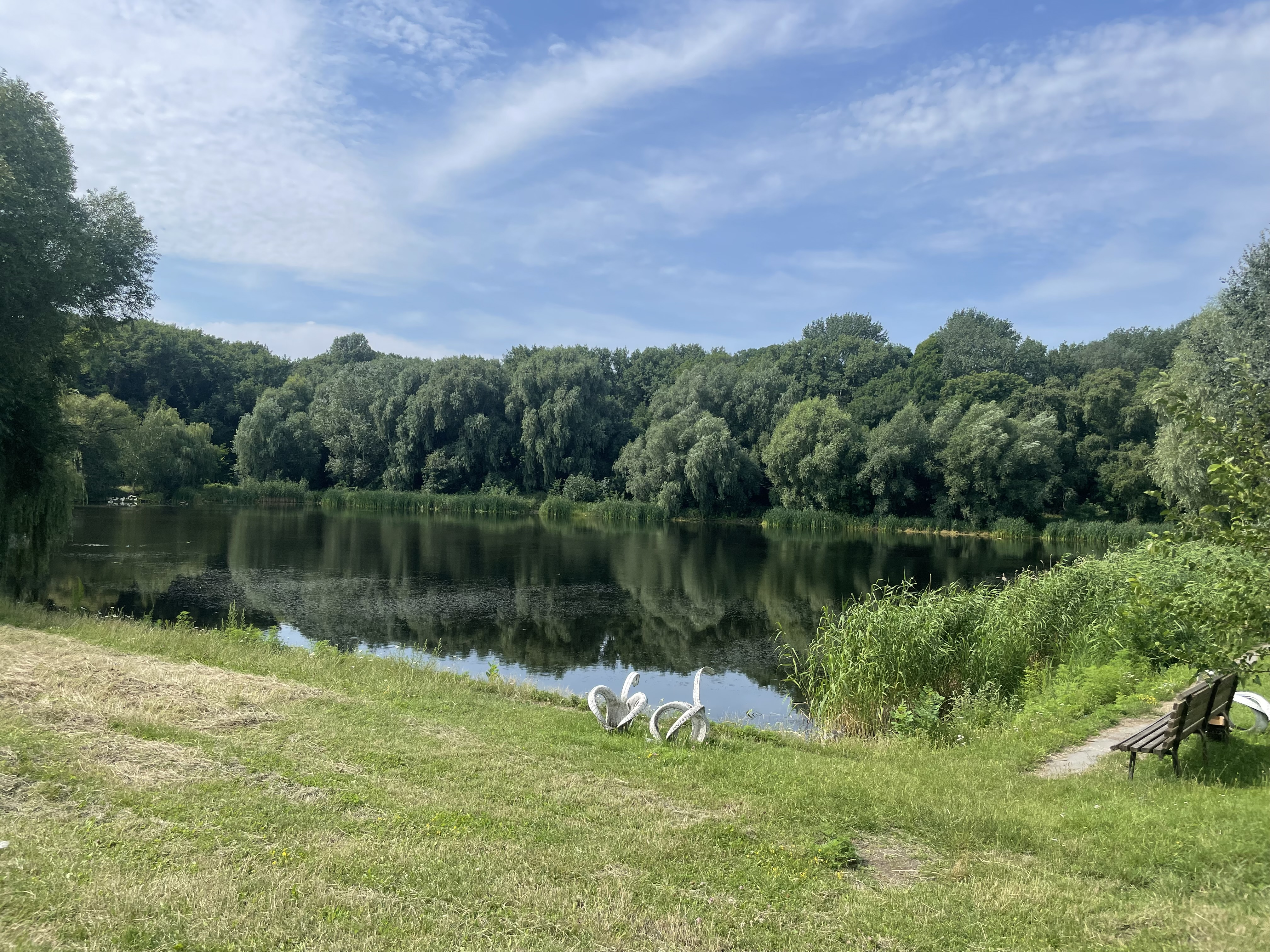
Ставок Морянка
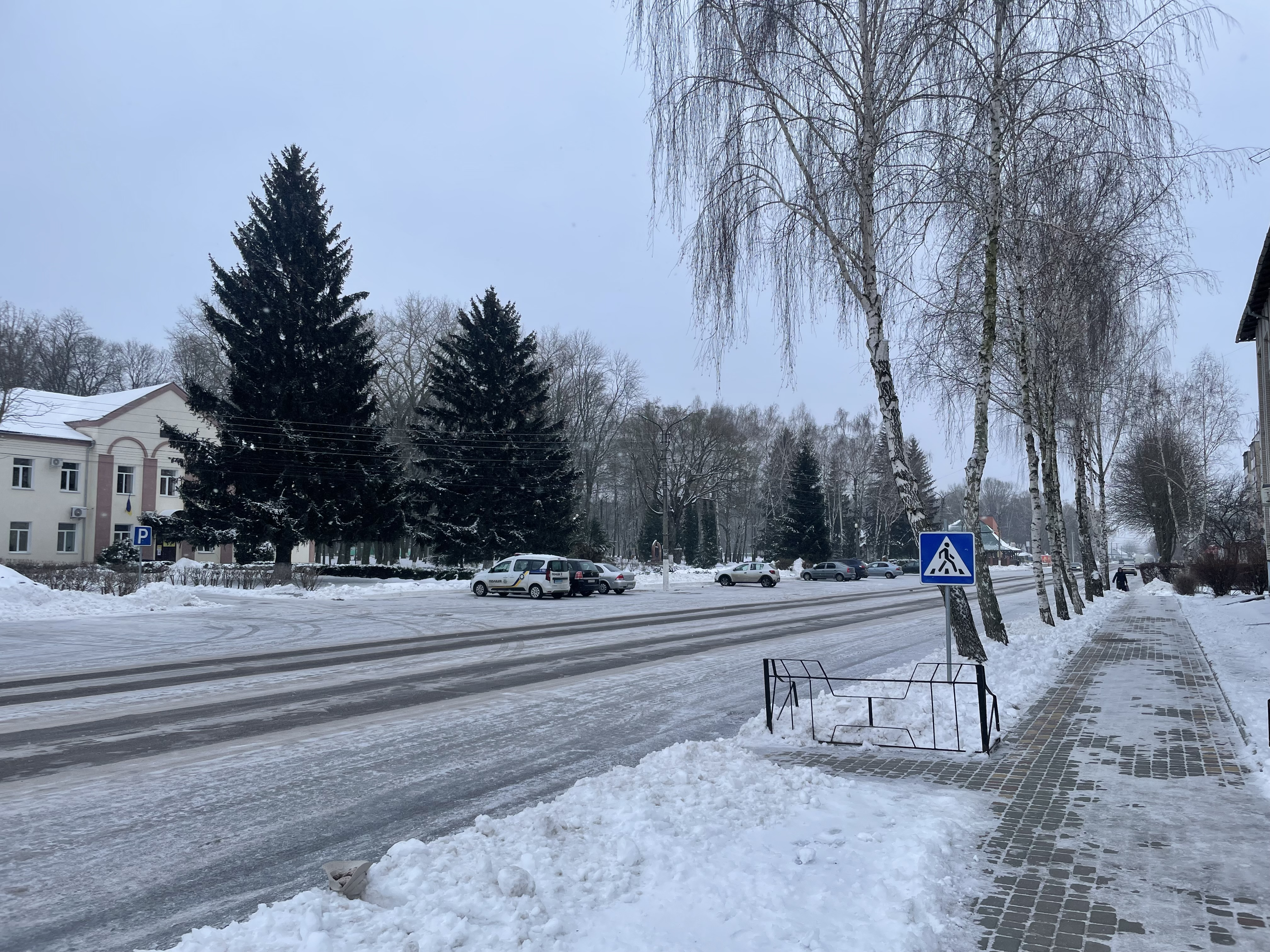
Вулиця Українська (центральна вулиця селища Згурівка), січень 2024
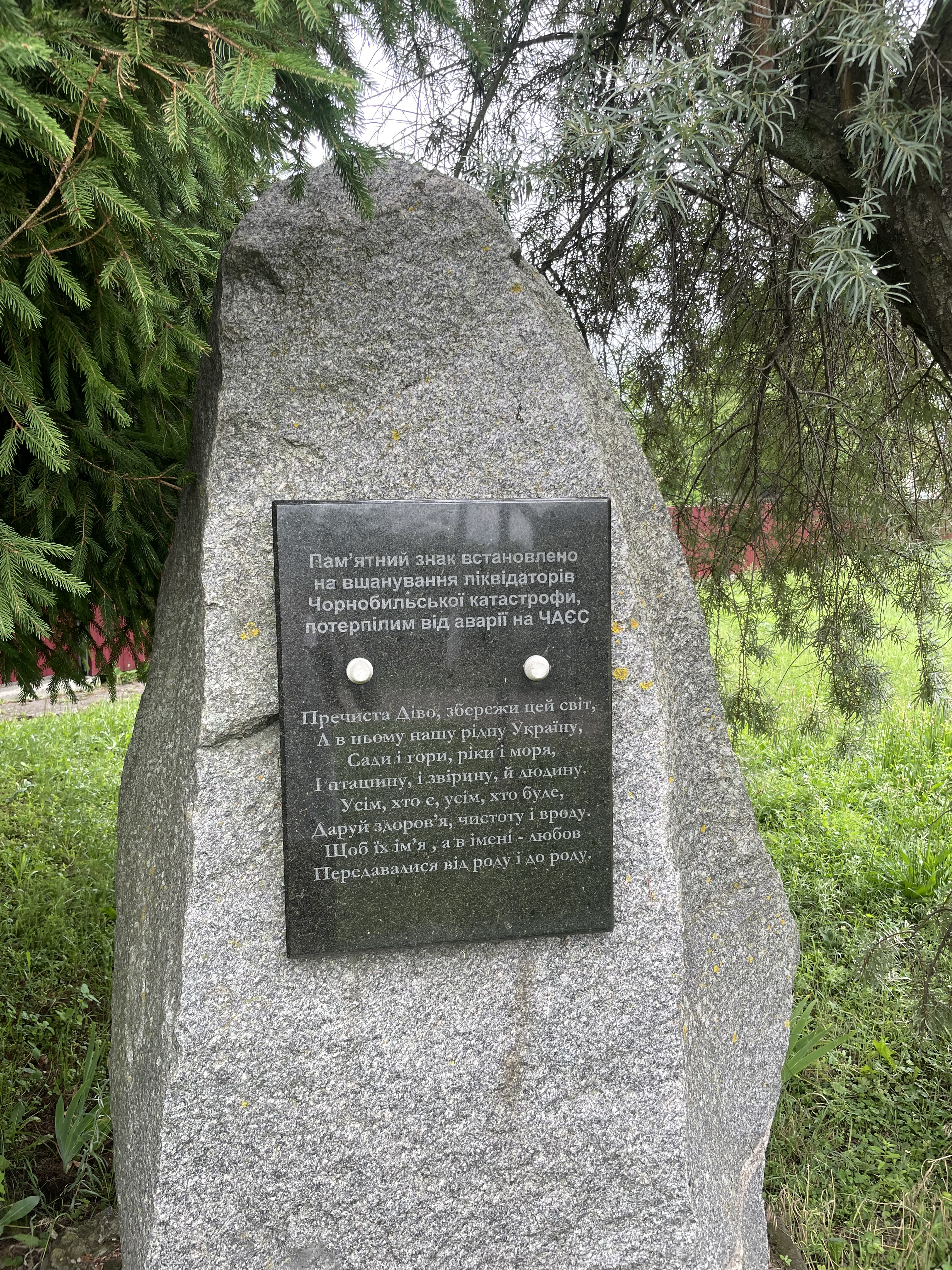
Памʼятник ліквідаторам аварії на ЧАЕС при вʼїзді до Чорнобильського поселення, червень 2024

## Виноски
1. ↑  Статистичний збірник: Чисельність наявного населення України» на 1 січня 2020 року (PDF). Державна служба статистики України. 2020. Архів оригіналу (PDF) за 2 січня 2020. Процитовано 3 серпня 2024.
2. ↑  Чисельність наявного населення України на 1 січня 2012 року, Київ-2012 (rar) — Державний комітет статистики України. Архів оригіналу за 27 червня 2015. Процитовано 8 квітня 2013.
3. 1 2 3  Чисельність наявного населення України на 1 січня 2016 року. — Державна служба статистики України. — Київ: ТОВ Видавництво «Консультант», 2016 (zip). Архів оригіналу за 20 грудня 2016. Процитовано 10 січня 2017.
4. ↑  Чисельність наявного населення України (PDF).
5. ↑  Чисельність наявного населення України (PDF).
6. ↑  Чисельність наявного населення України на 1 січня 2022 — Державна служба статистики України (укр.)(англ.)
7. ↑  Рідні мови в об'єднаних територіальних громадах України — Український центр суспільних даних
8. ↑  В.М.Проценко Домени Згурівської провінції стор.34-35
9. ↑  В.М.Проценко Домени Згурівської провінції стор.37-40
10. ↑  В.М.Проценко Домени Згурівської провінції стор.61
11. ↑  В.В.Кривошея Козацька еліта Гетьманщини [Архівовано 23 листопада 2018 у Wayback Machine.]
12. ↑  Шевченко Л. В. Згурівка [Архівовано 4 березня 2016 у Wayback Machine.] // Енциклопедія історії України. — К. : Наукова думка, 2005. — Т. 3 : Е — Й. — 672 с. — С. 321
13. ↑  В.М.Проценко Домени Згурівської провінції стор.66-67
14. ↑  Освячення храму на честь Преображення Господнього в м. Згурівка Київської області. Архів оригіналу за 30 липня 2017. Процитовано 30 липня 2017.
15. ↑  Про перейменування вулиць та провулків населених пунктів Згурівської селищної територіальної громади. zgurivska-gromada.gov.ua (ua) . Процитовано 22 березня 2023.
16. ↑  Мартиролог жителів смт. Згурівка — жертв Голодомору 1932—1933 рр (PDF). Архів оригіналу (PDF) за 12 серпня 2014. Процитовано 12 серпня 2014.
17. ↑  Згурівський район [Архівовано 5 грудня 2008 у Wayback Machine.] на Київська обласна державна адміністрація. Інвестиційний сайт Київської області [Архівовано 19 вересня 2015 у Wayback Machine.]
18. ↑  Згурівська районна державна адміністрація [Архівовано 27 серпня 2015 у Wayback Machine.] на Сайт «Краяни» (Український видавничий центр «Галактика-С») [Архівовано 27 серпня 2015 у Wayback Machine.]
19. ↑  Згурівка на www.ukrainaincognita.com (Вебпроект «Україна Інкоґната») [Архівовано 17 грудня 2020 у Wayback Machine.] // Маленков Р., Година О. Дванадцять маршрутів Київщиною. — К.: «Грані-Т», 2008
20. ↑  На Київщині відкрили пам’ятник Миколі Міхновському. Історична правда. Процитовано 13 квітня 2023.
21. ↑  Архівована копія. Архів оригіналу за 9 листопада 2014. Процитовано 21 грудня 2013.{{cite web}}:  Обслуговування CS1: Сторінки з текстом «archived copy» як значення параметру title (посилання)
22. ↑  Архівована копія. Архів оригіналу за 24 грудня 2013. Процитовано 21 грудня 2013.{{cite web}}:  Обслуговування CS1: Сторінки з текстом «archived copy» як значення параметру title (посилання)
23. ↑  Архівована копія. Архів оригіналу за 2 грудня 2013. Процитовано 27 листопада 2013.{{cite web}}:  Обслуговування CS1: Сторінки з текстом «archived copy» як значення параметру title (посилання)
24. ↑  Архівована копія. Архів оригіналу за 2 грудня 2013. Процитовано 27 листопада 2013.{{cite web}}:  Обслуговування CS1: Сторінки з текстом «archived copy» як значення параметру title (посилання)
25. ↑  Архівована копія. Архів оригіналу за 24 грудня 2013. Процитовано 21 грудня 2013.{{cite web}}:  Обслуговування CS1: Сторінки з текстом «archived copy» як значення параметру title (посилання)
26. ↑  Архівована копія. Архів оригіналу за 24 грудня 2013. Процитовано 21 грудня 2013.{{cite web}}:  Обслуговування CS1: Сторінки з текстом «archived copy» як значення параметру title (посилання)
27. ↑  Chubuk, Автор: Evhen. Знаменитий згурівський рок-гурт Demerdzhi заграє свої хіти на концерті-вечірці до Дня молоді (укр.). Архів оригіналу за 2 квітня 2019. Процитовано 2 квітня 2019.
28. ↑  Архівована копія. Архів оригіналу за 24 грудня 2013. Процитовано 21 грудня 2013.{{cite web}}:  Обслуговування CS1: Сторінки з текстом «archived copy» як значення параметру title (посилання)
29. ↑  Архівована копія. Архів оригіналу за 24 грудня 2013. Процитовано 21 грудня 2013.{{cite web}}:  Обслуговування CS1: Сторінки з текстом «archived copy» як значення параметру title (посилання)
30. ↑  Проценко Владимир Николаевич [Архівовано 24 квітня 2018 у Wayback Machine.] (рос.)
31. ↑  Енциклопедія Сучасної України (Електронний ресурс)
32. ↑  Лауреати Премії імені академіка Петра Тронька Національної спілки краєзнавців України 2020 року | Національна спілка краєзнавців України (укр.). Процитовано 12 липня 2020.
33. ↑  УКАЗ ПРЕЗИДЕНТА УКРАЇНИ №571/2020. Офіційне інтернет-представництво Президента України (ua) . Процитовано 18 грудня 2020.
34. ↑  Указ Президента України Про відзначення державними нагородами України з нагоди Дня Соборності та Свободи України № 28/2012 від 21 січня 2012 року
35. ↑  Указ Президента України Про відзначення державними нагородами України з нагоди Дня працівників освіти № 427/2016 від 1 жовтня 2016 року